# Hosrangdi
Hosrangdi (nepalski: होश्राङ्दी) – gaun wikas samiti w zachodniej części Nepalu w strefie Dhawalagiri w dystrykcie Parbat. Według nepalskiego spisu powszechnego z 2001 roku liczył on 356 gospodarstw domowych i 2042 mieszkańców (1121 kobiet i 921 mężczyzn).